# Abdallahi ibn Muhammad

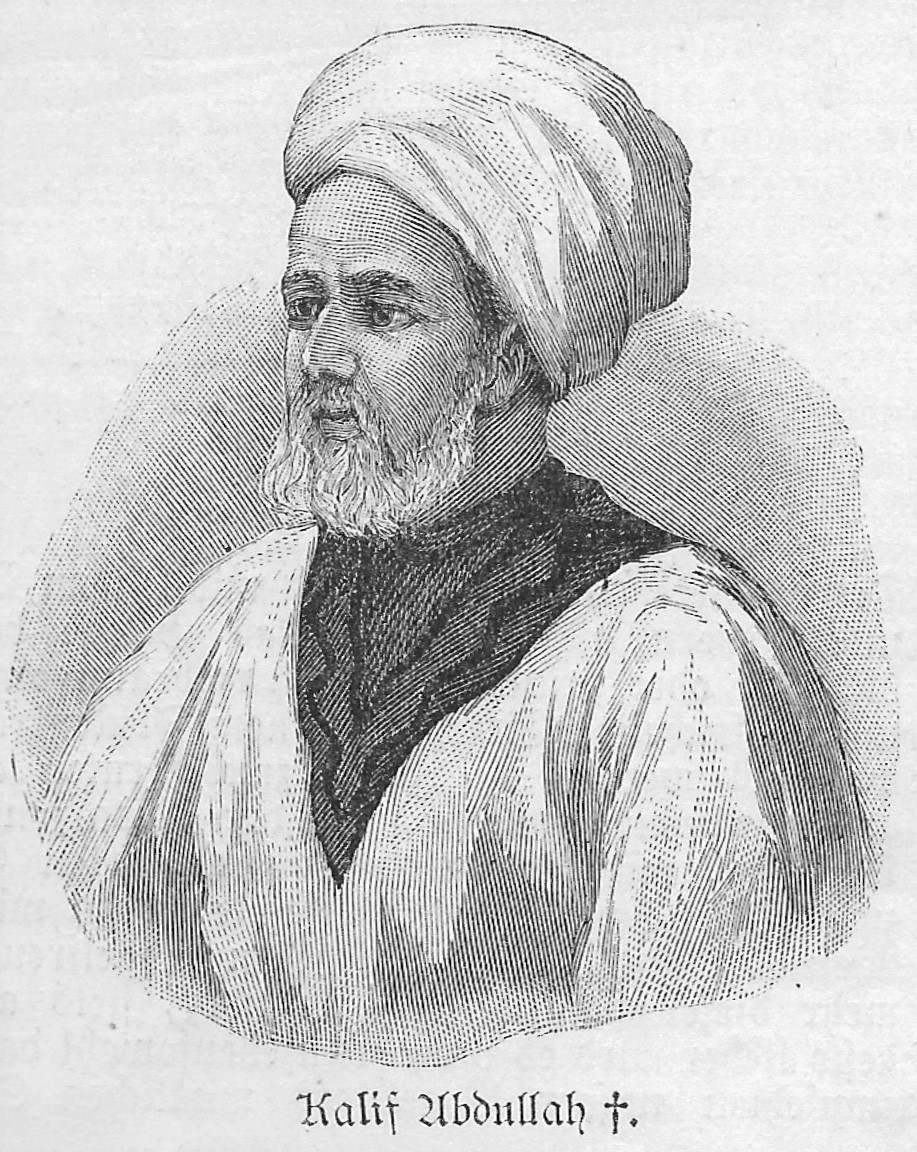
Abdallahi ibn Muhammad

Abdullah Ibn-Mohammed of Abdullah al-Taaisha, tevens bekend als "De Khalifa" (1846, Darfur – 24 november 1899, Kordofan) was een Soedanese Ansar-generaal en heerser.

## Biografie
Abdullah werd geboren in de Baggara-stam in Darfur in 1846 en werd opgeleid en onderwezen tot een prediker en heilige man. Hij werd een volgeling van Mohammed Ahmad ibn Abd Allah "de Mahdi" in 1880 en werd Khalifa genoemd door de Mahdi in 1881 en werd een van zijn hoofdluitenants. Hij vocht voor het eerst bij de Slag van El Obeid, waar het Anglo-Egyptisch leger van William Hicks werd vernietigd (5 november 1883) en was de hoofdaanvoerder bij het Beleg van Khartoum (februari 1884 - 26 januari 1885).
Hij volgde de Mahdi op bij zijn dood als de leider van de Mahdisten, nadat hij verscheidene opstanden onderdrukt had (1885-1886, 1888-1889, 1891). Hij viel Ethiopië binnen en plunderde Gondar  in 1887, waarop hij vervolgens de Ethiopiërs succesvol kon verdrijven bij de Slag van Gallabat op 9 maart 1889, waarin de Ethiopische keizer Yohannes IV van Ethiopië gedood werd. Hij bouwde een rivierflottielje, een arsenaal en een lokaal telegraafsysteem. Na het verlies van Dongola in 1896, dan Berbers en Abu Hamed aan Horatio Kitchener, stuurde hij een leger dat verslagen werd in de Slag van Atbara (8 april 1898). Vervolgens viel hij terug op Omdurman, waar zijn leger werd vernietigd bij de Slag van Karari op 2 september. Hij vluchtte vervolgens met enkele volgelingen maar werd uiteindelijk gevat en gedood door de Egyptische colonne van Sir Reginald Wingate bij de Slag van Umm Diwaykarat in Kordofan op 24 november 1899.
Hoewel vroom, intelligent en een kundige generaal en bestuurder, slaagde de Khalifa er niet in de stammentwisten op te lossen om Soedan te verenigen. Hij werd gedwongen om Egyptenaren in dienst te nemen om in opgeleide bestuurders en technici te voorzien die hij nodig had om zijn militaire dictatuur te ondersteunen.